# Carsten Niebuhr Afdelingen
Carsten Niebuhr Afdelingen (forkortet CNA) er en del af Institut for Tværkulturelle og Regionale Studier på Københavns Universitet opkaldt efter den geografiske rejsende Carsten Niebuhr. Carsten Niebuhr Afdelingen hed oprindeligt Carsten Niebuhr Instituttet (forkortet CNI) og var et institut for nærorientalske studier. Det blev oprettet 1. september 1982 ved sammenlægning af Ægyptologisk Institut, Assyriologisk Institut og Nærorientalsk Arkæologi. Sammenlægningen skete efter de involverede institutters eget ønske for at fremme forskningsmiljøet og var således ikke en del af en administrativ beslutning. 
I 1992 skete en udvidelse af instituttet, idet Institut for Orientalsk Filologi blev sammenlagt med CNI, og de førhen udelukkende historiske og arkæologiske studier blev kombineret med studiet af moderne sprog såsom arabisk, tyrkisk og hebraisk.
I maj 2003 blev det besluttet at lægge CNI sammen med Asien-instituttet og Institut for Eskimologi. Sammenlægningen skete 1. maj 2004. Herefter blev det nye navn: Institut for Tværkulturelle og Regionale Studier, ToRS.
Carsten Niebuhr Afdelingen omfatter syv afdelinger:
- Arabisk Afdeling
- Assyriologisk Afdeling
  - Oldtidssprog: Akkadisk og Sumerisk
- Hebraisk Afdeling
- Iransk Afdeling
- Nærorientalsk Afdeling
  - Arkæologi i Levanten, Nærorienten og Ægypten
- Tyrkisk Afdeling
- Ægyptisk Afdeling
  - Oldtidssprog: Hieroglyffer, middelægyptisk og Demotisk

Institutledere (ufuldstændig liste):
- Jørgen Bæk Simonsen (1996-2001)
- Ingolf Thuesen (2001-2020)
- Annika Hvithamar (2020-)